# Ampithoe kergueleni
Ampithoe kergueleni är en kräftdjursart. Ampithoe kergueleni ingår i släktet Ampithoe och familjen Ampithoidae. Inga underarter finns listade i Catalogue of Life.